# Hrvatski bubnjarski kamp
Hrvatski bubnjarski kamp (engl. 'Croatia Drum Camp') međunarodni je ljetni seminar udaraljkaša koji se održava u kolovozu svake godine u istarskom mjestu Grožnjanu. Jedina glazbeno-edukativna manifestacija Jugoistočne Europe posvećena izučavanju umjetnosti sviranja bubnjeva i promoviranju bubnjara kao glazbenih umjetnika. Na seminaru je do sada gostovalo četrdeset eminentnih predavača i četiri stotine polaznika iz 29 zemalja: Austrije, Belgije, BiH, Brazila, Bugarske, Crne Gore, Češke, Francuske, Grčke, Hrvatske, Indonezije, Irske, Italije, Izraela, Kube, Luksemburga, Mađarske, Meksika, Nizozemske, Njemačke, Poljske, Portugala, Rumunjske, Sjedinjenih Američkih Država, Slovačke, Slovenije, Srbije, Španjolske, Škotske, Švicarske, Ujedinjenog Kraljevstva i Venecuele. Osnivač Hrvatskog bubnjarskog kampa je mr.Petar Ćurić (umjetnički voditelj i koordinator) u suradnji s Međunarodnim kulturnim centrom Hrvatske glazbene mladeži u Grožnjanu. Od 2013. dužnost koordinatora preuzima karlovački bubnjar i dugogodišnji polaznik kampa Goran Glavač.

## Povijest
Prvi Hrvatski bubnjarski kamp održan je od 10. do 16. kolovoza 2007. pod nazivom Susret bubnjara Istoka i Zapada u Hrvatskoj. Prvi predavač prve-povijesne radionice Hrvatskog bubnjarskog kampa bio je Garry Chaffee, proslavljeni američki bubnjarski edukator i tvorac prvog kurikuluma Jazz bubnjeva na Berklee College of Music u Bostonu. Uz Chaffeeja, 2007. gosti-predavači bili su još: Marco Minnemann, John Riley, Petar Ćurić, Pete Riley i perkusionist Boris Dinev, profesor na Muzičkoj akademiji u Luksemburgu.
Drugi Hrvatski bubnjarski kamp, pod nazivom 2. Susret bubnjara Istoka i Zapada u Hrvatskoj, održan je od 9. do 16. kolovoza 2008. Glavni gost-predavač bio je Jojo Mayer, uz ponovljeni posjet Marca Minnemanna te gostovanje indonezijskog perkusioniste Nippya Noye, profesora Kima Plainfielda s newyorkškog Instituta Drummers Collective i Mikea Haida novinara američkog časopisa Modern Drummer.
Treći Hrvatski bubnjarski kamp, pod nazivom 3. Susret bubnjara Istoka i Zapada u Hrvatskoj, održan je od 6. do 13. kolovoza 2009. Glavni predavači bili su: Bill Bruford, Horacio Hernandez, multi-perkusionista Pete Lockett, Mike Haid i Petar Ćurić. 2009. je obilježena i upriličenjem prvog hrvatskog natjecanja bubnjara «Hrvatsko natjecanje bubnjara – Osvoji Stipendije za New York!» (engl. Croatia Drum Competition – Win a Scholarship to New York!») u suradnji s američkim Institutom Drummers Collective. Ujedno je to bila i posljednja godina održana pod nazivom Susret bubnjara Istoka i Zapada. Sljedeće godine seminar mijenja naziv u 'Croatia Drum Camp' odnosno Hrvatski bubnjarski kamp.
Od 7. do 14. kolovoza 2010. održan je 4. Hrvatski bubnjarski kamp po prvi put pod nazivom Croatia Drum Camp. Glavni predavač je najbrži bubnjar svijeta Mike Mangini koji te godine postaje i novi bubnjar američke metal atrakcije Dream Theater. Predaju još američki bubnjar Matt Thompson, stalni član skupine King Diamond i Petar Ćurić. Održano je i 2. izdanje prvog hrvatskog natjecanja bubnjara «Croatia Drum Competition – Win a Scholarship to New York!» u suradnji s američkim Institutom Drummers Collective. Također, seminar dobiva i slogan "Vodeći ljetni seminar bubnjara i udaraljkaša u Europi!" (engl. «A Leading Drum & Percussion Summer Camp in Europe!»).
Peti jubilarni Hrvatski bubnjarski kamp održan je od 5. do 12. kolovoza 2011. Gosti-predavači predstavljeni su pod mottom «Pet predavača, za peti seminar, od petog kolovoza – ZA PET!». Glavni predavači su Virgil Donati i Antonio Sánchez, a uz Mikea Haida i Petra Ćurića po prvi se put timu predavača pridružuje i jedan domaći bubnjar. Dado Marinković, dugogodišnji polaznik i podupiratelj Hrvatskog bubnjarskog kampa od samoga početka, i sam izrazito uspješan bubnjar, član zagrebačkog sastava Parni valjak te bivši član skupine Gibonni. U sklopu kampa održano je 3. izdanje prvog hrvatskog natjecanja bubnjara «Croatia Drum Competition – Win a Scholarship to New York!».
Šesti Hrvatski bubnjarski kamp održan je od 5. do 12. kolovoza 2012. na temu «Budućnost glazbenog obrazovanja». Predavači su neki od najpoznatijih stručnjaka iz polja glazbene edukacije za udaraljkaše na svijetu: John Riley, profesor na Manhattan School of Music, jednoj od najskupljih i najprestižnijih muzičkih akademija na svijetu, Trevor Tomkins dugogodišnji profesor na  Kraljevskoj akademiji u Londonu i Guildhall School of Music and Drama, Kim Plainfield direktor Drummers Collective Instituta i profesor na Berklee College of Music u trajnom zvanju te Petar Ćurić predavač na londonskoj Akademiji za suvremenu glazbu ACM. Osim kontinuiteta Hrvatskog natjecanja bubnjara «Croatia Drum Competition» u četvrtom izdanju i dodijele nove stipendije za New York, ova je godina specifična i po tome što je upriličen prvi u povijesti posjet bubnjara Predsjedniku Republike Hrvatske na Pantovčak u službenu recepciju, te je nekoliko mjeseci prije kampa održan i on-line kontest 'Moja prva bubnjarska klinika', ekskluzivna mogućnost za sve dosadašnje stipendiste da, glasovima na društvenoj mreži YouTube, najbolje ocjenjeni kandidat dobije mogućnost održati vlastito predavanje u Grožnjanu, rame uz rame s najboljim svjetskim bubnjarima. Pobjednik on-line natjecanja bio je mladi Karlovčanin Mario Klarić koji je u Grožnjanu ne samo održao predavanje pred Rileyem, Plainfieldom i ekipom već je bio i asistent koordinatoru kampa. 
Od 19. do 25. kolovoza 2013. održao se 7. Hrvatski bubnjarski kamp posvećen nesretno preminulom britanskom bubnjaru Leeju Rigbyju, a predavače je predvodio jedan od najpoznatijih njemačkih bubnjara svih vremena Benny Greb, autor najprodavanijeg edukativnog DVD-a za bubnjare 'The Language of Drumming'. Uz njega gostovali su i Howard Curtis, šef katedre jazz bubnjevi na Akademiji u Grazu te mađarski bubnjar Gabor Dornyei, profesor na Institutu za suvremenu glazbenu izvedbu u Londonu, poznat kao bubnjar na svjetskoj turneji West End mjuzikla 'Michael Jackson Thriller Live World Tour'. Asistent koordinatoru kampa je Goran Glavač, autor prvog službenog logotipa CDC-a. Natjecanje bubnjara ove godine nije održano.
Osmi Hrvatski bubnjarski kamp održan je kasnije nego uobičajeno, od 30. kolovoza do 7. rujna 2014. Gosti-predavači predvođeni su dvojicom vanserijskih glazbenika: Thomasom Langom, Austrijancem s američkom adresom, vjerojatno najpotkovanijim bubnjarskim tehničarom svijeta te Geraldom Heywardom, rodonačelnikom takozvanog neo-gospel sviranja ('Gospel chops') te dugogodišnjim bubnjarom i šefom pratećeg banda  Beyonce, Mary J.Blige, Janet Jackson i  Chrisa Browna. Poseban gost seminara bio je i legendarni talijanski bubnjar Pier Foschi ( Jovanotti,  Laura Pausini) koji je održao nekoliko predavanja te nastupio na završnom koncertu, a od predavača bio je tu i Justin Scott, šef katedre za bubnjeve na Instititutu za suvremenu glazbenu izvedbu ('Institute of Contemporary Music Performance-ICMP) u Londonu, ujedno akademija-partner petog izdanja Hrvatskog natjecanja bubnjara «Croatia Drum Competition 2014». Ove godine uz krilaticu 'Win A Scholarship to London!' pošto je laureat za nagradu dobio stipendiju za usavršavanje u Londonu, na ICMP-u.
Deveto izdanje Hrvatskog bubnjarskog kampa upriličeno je od 3. – 10. kolovoza 2015. Gosti-predavači su proslavljeni američki funk-bubnjar i edukator Rick Latham koji je surađivao s Quincyjem Jonesom i  B.B. Kingom, a autor je kultne bestseler knjige o funk bubnjanju 'Advanced Funk Studies'. Drugi znameniti gost, također iz Sjedinjenih država, poznat je kao 'kralj metlica' Clayton Cameron. Clayton je inače dobitnik najvećeg broja nagrada GRAMMY od svih dosadašnjih predavača u Grožnjanu (osvojio ih je čak 14), a najviše putem dugogodišnje suradnje s velikanima poput Tonnyja Bennetta,  Raya Charlesa i Jamesa Taylora. Vrijedi napomenuti da se, premda najavljivan, John Blackwell nije pojavio kao predavač ove godine, a šesto izdanje prvog Hrvatskog natjecanja bubnjara - «Croatia Drum Competition 2015» održano je uz dodjelu posebnih stipendija za jubilarno 10. izdanje Hrvatskog bubnjarskog kampa (kolovoz, 2016) na kojemu je kao glavni predavač najavljen  Steve Gadd.

## Prvo Hrvatsko Natjecanje Bubnjara / 'New York Stipendije'
Hrvatski bubnjarski kamp, u suradnji s američkim Institutom Drummers Collective iz Njujorka, od 2009. svakog kolovoza organizira Prvo Hrvatsko Natjecanje Bubnjara (engl. Croatia Drum Competition 'Study In New York!»). Na natjecanje se može prijaviti i na njemu sudjelovati svaki aktivni polaznik Hrvatskog bubnjarskog kampa. 
Ocjenjivački sud u pravilu je sastavljen od inozemnih predavača koji te godine predaju na seminaru, a sudom predsjeda mr. Petar Ćurić. 
Pobjednici natjecanja za nagradu dobivaju punu stipendiju za 3-tjedno usavršavanje na Institutu Drummers Collective u New Yorku (svaka nagrada je u protuvrijednosti od 2 400 USD i jamči dobivanje američke studentske Vize).

## Nagrađeni
| Godina | Nagrada    | Ocjenjivački Sud                         | Pobjednik           |
| ------ | ---------- | ---------------------------------------- | ------------------- |
| 2009.  | Stipendija | Bruford, Hernandez, Lockett, Haid, Ćurić | Jan Ivelić          |
| 2009.  | Stipendija | Bruford, Hernandez, Lockett, Haid, Ćurić | Urban Krč           |
| 2010.  | Stipendija | Mangini, Thompson, Ćurić                 | Saša Maček          |
| 2010.  | Stipendija | Mangini, Thompson, Ćurić                 | Mario Klarić        |
| 2011.  | Stipendija | Donati, Sanchez, Haid, Ćurić             | Valerio Lucantoni   |
| 2012.  | Stipendija | Riley, Tomkins, Plainfield, Ćurić        | Karlo Petrović      |
| 2014.  | Stipendija | Lang, Heyward, Foschi, Scott, Ćurić      | Nadja Milosavljević |
| 2015.  | Stipendija | Latham, Cameron, Ćurić                   | Eden Bahar          |

## Vanjske poveznice
- www.croatiadrumcamp.com  Arhivirana inačica izvorne stranice od 21. srpnja 2013. (Wayback Machine) (eng.)
- www.facebook.com/croatiadrumcamp (eng.)